# Waldbach (Schwalbach)
Der Waldbach ist der gut 5 km lange, nordwestliche und rechte Quellbach des Schwalbaches in Hessen, der im Hochtaunuskreis und im Main-Taunus-Kreis verläuft.

## Geographie

### Verlauf
Der Waldbach entspringt im Vordertaunus südlich von Königstein-Mammolshain. Das Quellgebiet erstreckt sich in einem Waldgebiet, welches sich in einer Trinkwasserschutzzone befindet.
Der Oberlauf des Waldbaches wird auch Lotterbach genannt. Er fließt zunächst in südlicher Richtung. Rechts von ihm liegt der Staatsforst Ginzig mit seinen alten Eßkastanienbäumen. In seinen weiteren Lauf lässt der Waldbach die Hubertushöhe links hinter sich liegen. Ab dort weicht der Wald einer Wiesenlandschaft. Der Waldbach verläuft nun quer durch das Fauna-Flora-Habitat Wiesen im Süßen Gründchen. Im Schutzgebiet wechseln sich großräumige Streuobst-, Feuchtwiesen und Flussauen ab. Nach dem Verlassen der Schutzzone umfließt der Bach, in einem leichten Bogen von Osten, den Stadtteil Bad Soden-Neuenhain. Beim Stahlbrunnen schwenkt der Waldbach in eine südöstliche Richtung. Er überschreitet die Gemarkungsgrenze von Bad Soden und fließt nun am westlichen Rande der Stadt Schwalbach entlang.
Nach der Unterquerung der S-Bahnlinie S3 erreicht der Bach den Kernbereich der Ortschaft Schwalbach. Er verläuft parallel zur Pfingstbrunnenstraße, um dann südwestlich der Hauptstraße in den Schwalbach zu münden.

### Flusssystem Nidda
- Fließgewässer im Flusssystem Nidda

### Ortschaften
Zu den Ortschaften am Schwalbach gehören (flussabwärts betrachtet):
- Königstein-Mammolshain
- Bad Soden-Neuenhain
- Schwalbach

## Lebewesen

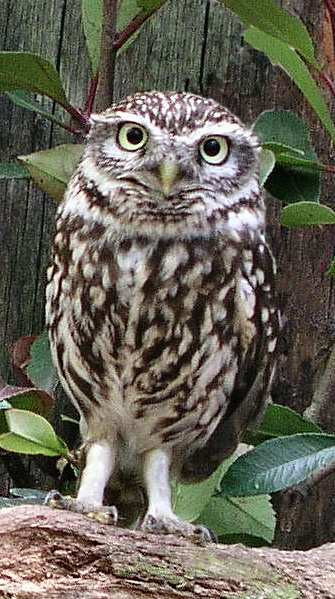
Steinkauz
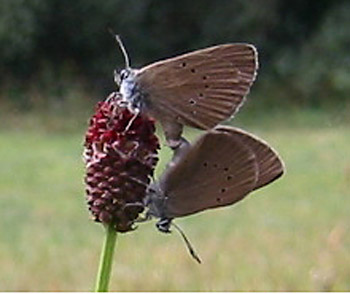
Dunkler Wiesenknopf-Ameisenbläuling

Das Waldbachtal ist ein abwechslungsreiches Biotop. In den nördlichen Waldgebieten gibt es einen Altbaumbestand mit zahlreichen Nist- und Unterschlupfmöglichkeiten für Vögel und Kleinsäuger. Die südlicher gelegenen Streuobstwiesen, Hecken und Auen ermöglichen zahlreichen Vögeln, Reptilien, Lurchen und Insekten, darunter auch seltene Arten wie Steinkauz und Blauschwarzer Ameisenbläuling, einen idealen Lebensraum.

## Bildergalerie

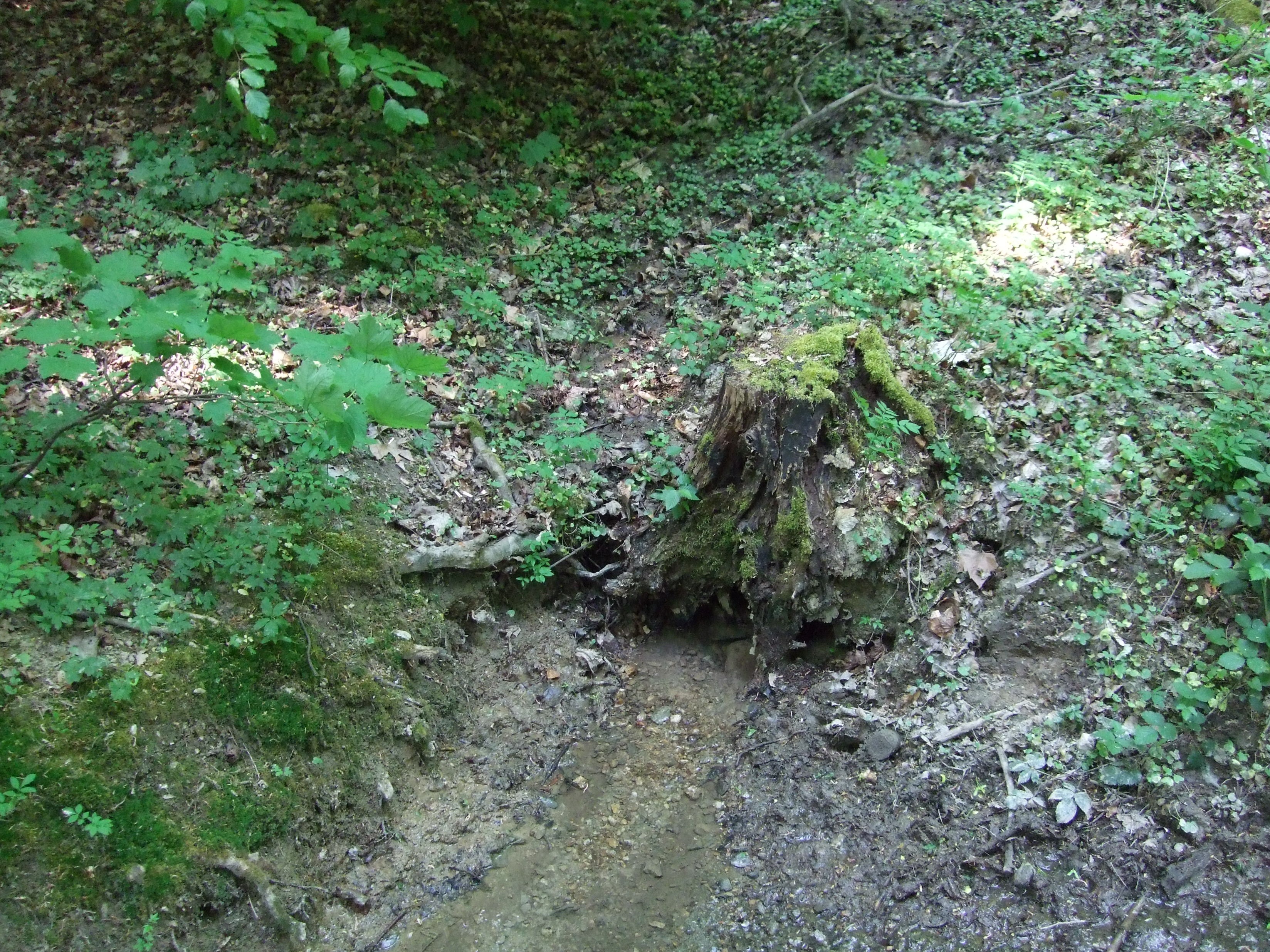
Waldbachquelle
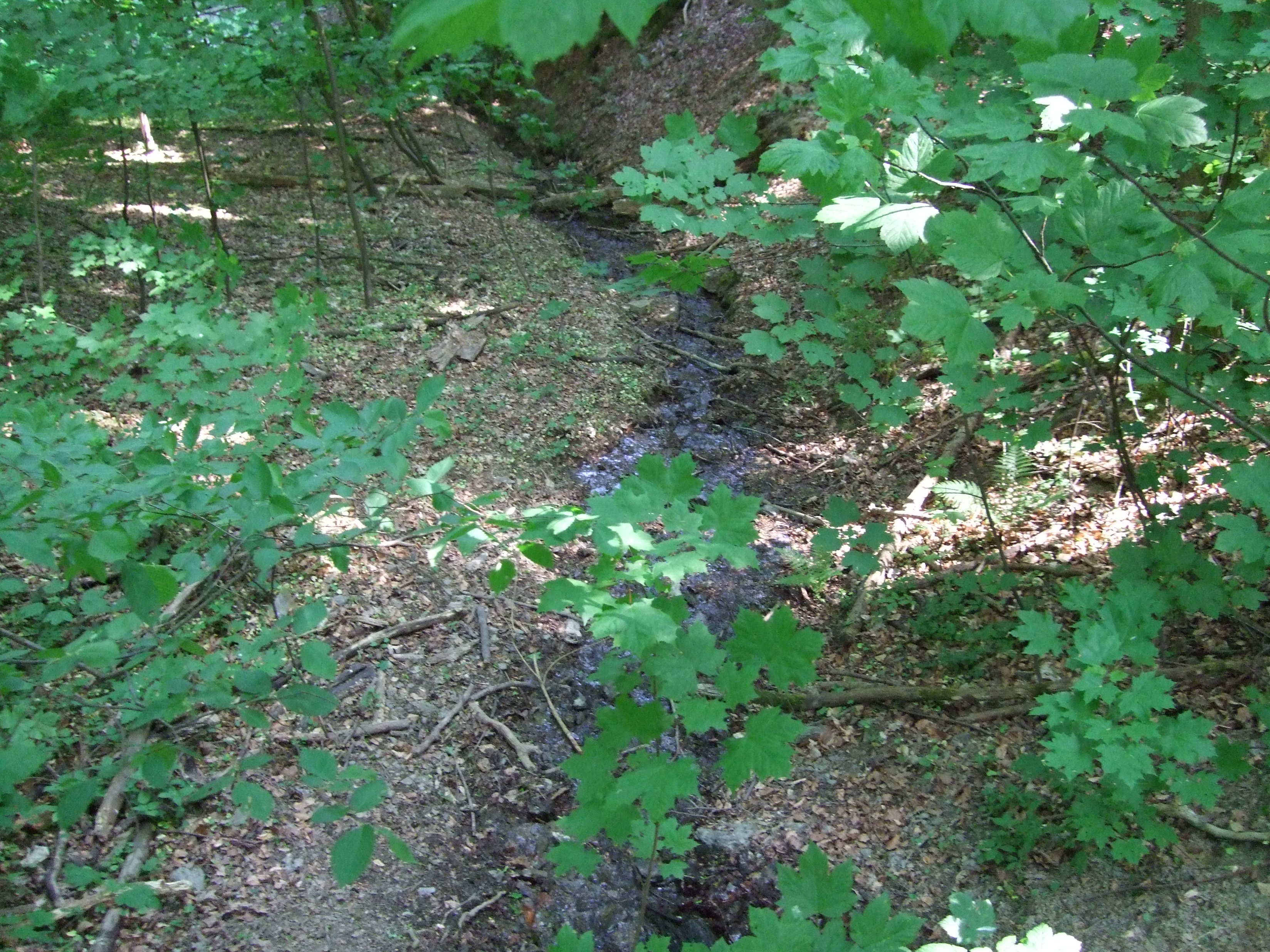
Waldbach im Ginzig
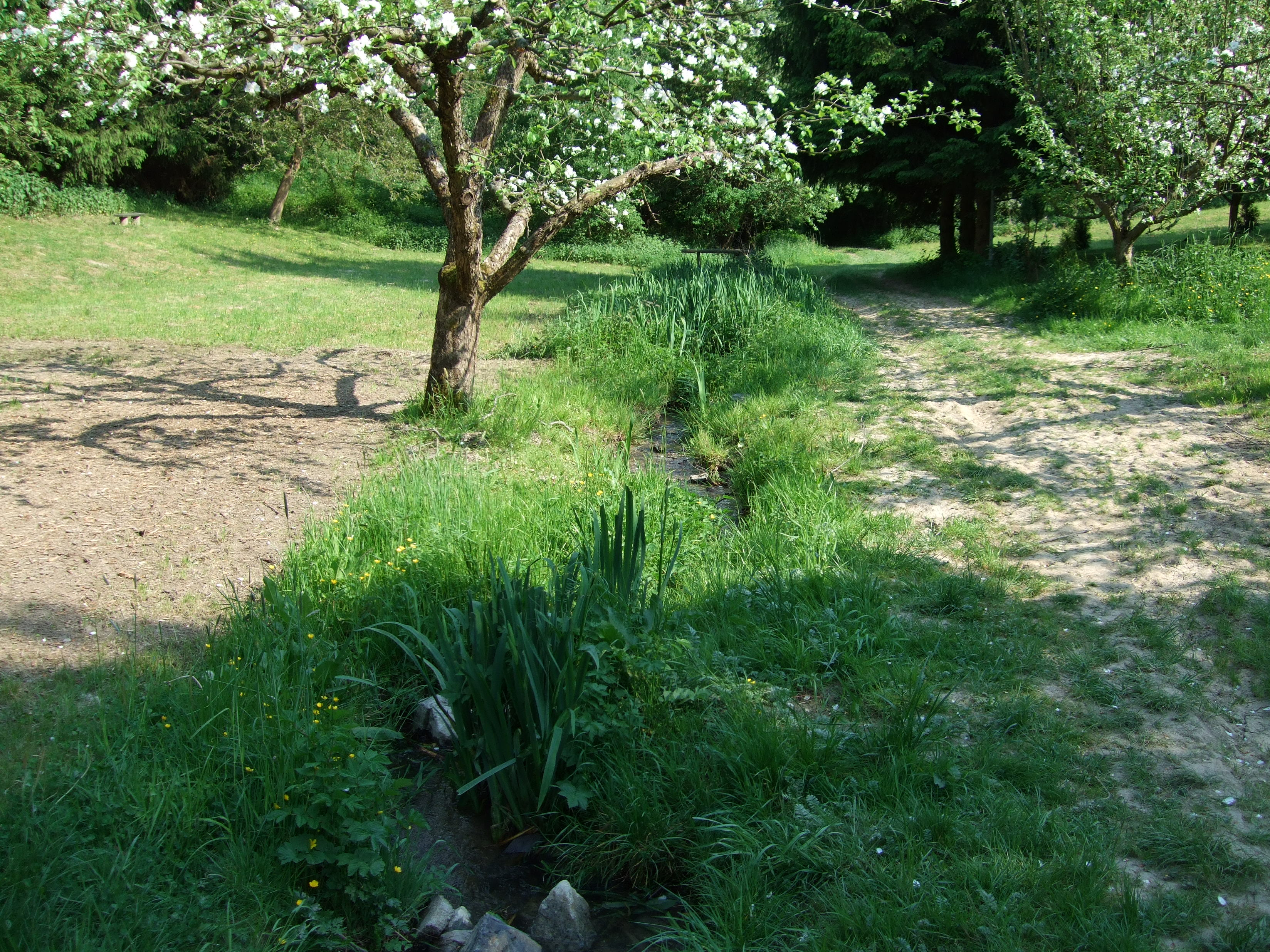
Waldbach in den Streuobstwiesen bei Neuenhain
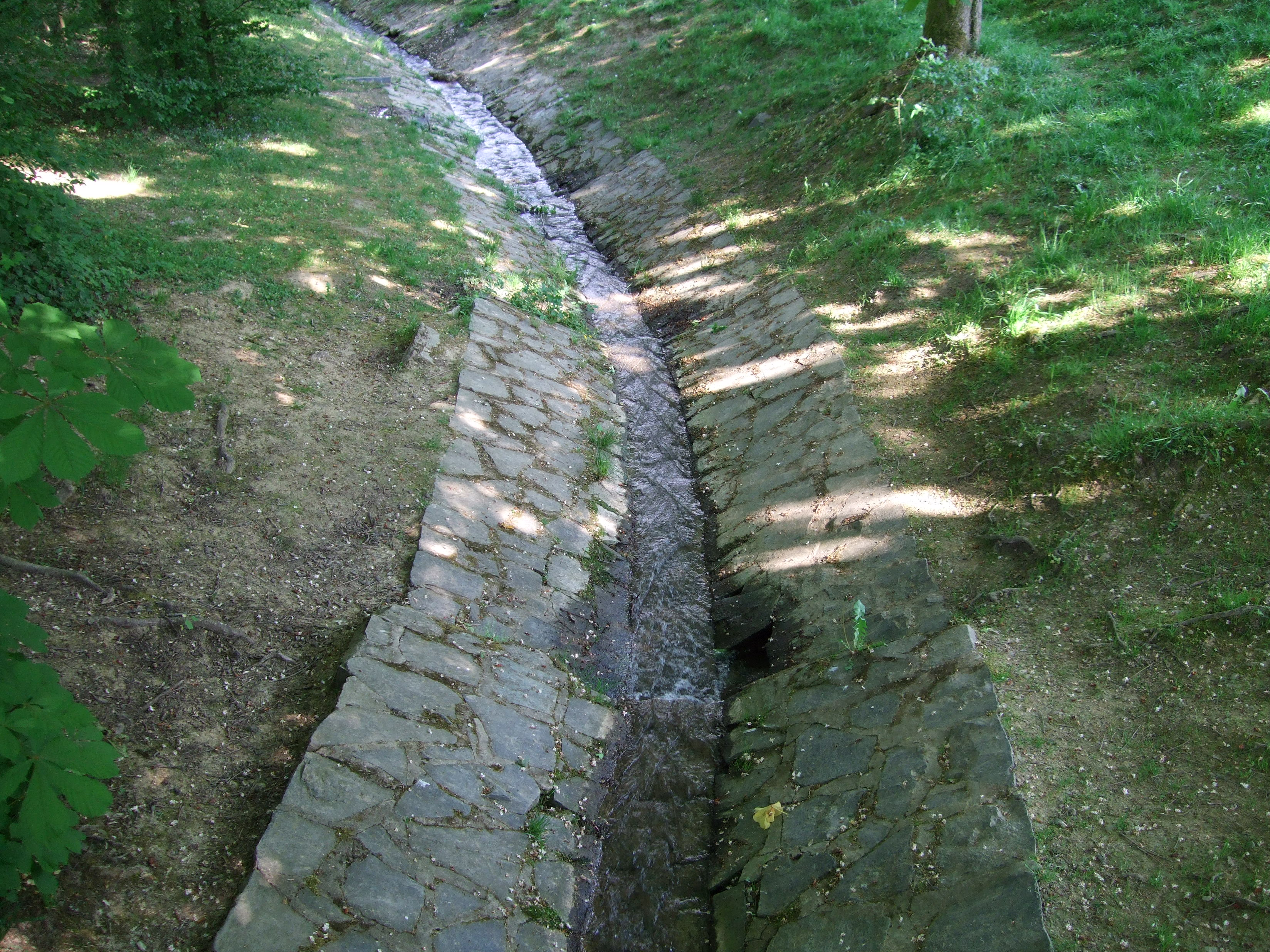
Eingefasster Waldbach
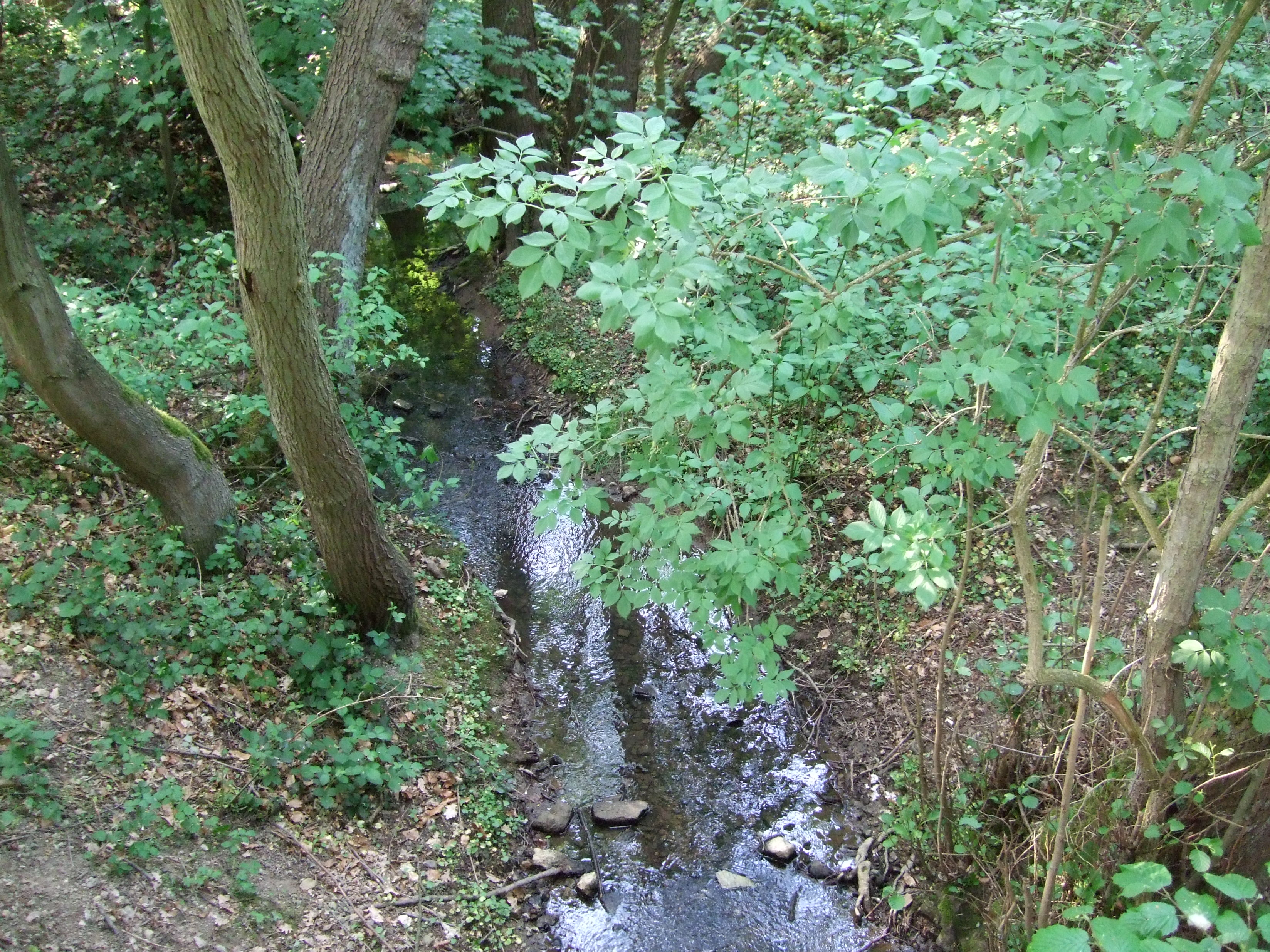
Waldbach kurz vor Schwalbach